# Rjó Kijuna
Rjó Kijuna (japonsky 喜友名諒, * 12. července 1990 Okinawa) je bývalý japonský karatista.
Od pěti let trénoval v akademii Cugua Sakumota. Zaměřil se na disciplínu kata podle školy rjúei-rjú. Na mistrovství světa v karate vyhrál soutěž jednotlivců v letech 2014, 2016, 2018 a 2021 a soutěž družstev v letech 2016 a 2018. Stal se mistrem Asie mezi jednotlivci v letech 2015, 2017, 2018, 2019 a 2021 a v týmových sestavách v letech 2015, 2017, 2018, 2019, 2021 a 2022. Zvítězil také na Světových hrách roku 2017 a na Asijských hrách roku 2018. Je rekordmanem japonského šampionátu v karate, kde v letech 2012 až 2021 dosáhl deseti prvenství v řadě. Na tokijské olympiádě vyhrál soutěž kata, když získal ve finále 28,72 bodu ze třiceti možných. Byla to jediná zlatá medaile japonských karatistů při olympijské premiéře tohoto sportu na domácí půdě. Kijuna se také stal vůbec prvním olympijským vítězem narozeným na Okinawě.
V únoru 2023 oznámil svůj odchod z vrcholového sportu.